# Treo cổ

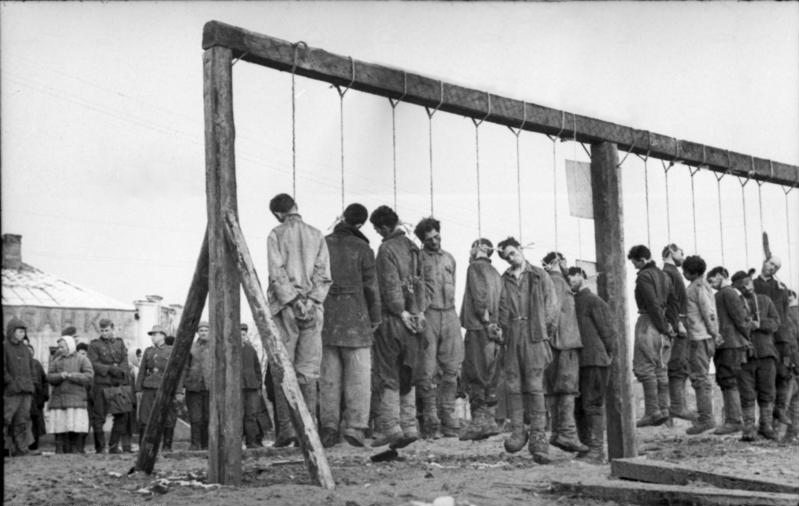
Những người du kích Xô Viết bị quân phát xít Đức treo cổ tháng 1 năm 1943

Treo cổ là hành động gây chết người bằng cách đưa cổ vào thòng lọng (vòng dây được thắt tròn lại) của dây thừng và treo trên một điểm cao và thả cho cơ thể rơi tự do xuống. Khi đó, thòng lọng sẽ thắt cổ lại do trọng lượng của nạn nhân kéo xuống, gây ngạt thở hoặc thậm chí gãy cổ, dẫn tới tử vong.

## Tử hình bằng treo cổ
Treo cổ là một hình thức của hình phạt tử hình, theo đó tử tù bị buộc dây vào cổ và treo lên cao, nạn nhân sẽ bị gãy cổ hoặc tắc thở và tắc mạch máu mà chết. Hình phạt này hiện vẫn còn một số quốc gia áp dụng, như Iran, Singapore, Hoa Kỳ, Nhật Bản. Tại Singapore, hình phạt treo cổ được áp dụng cho tội phạm buôn bán ma túy, bắt cóc, sở hữu vũ khí, giết người.
Trước đây, treo cổ là hình thức tử hình rất phổ biến vì dễ thực hiện, ít tốn chi phí và cũng được coi là nhân đạo hơn so với chém đầu. Ngày nay, hình phạt này ít phổ biến hơn do có một số biện pháp khác thay thế (ghế điện, tiêm thuốc độc).

## Phương pháp tự tử
Treo cổ thường được coi là một phương pháp tự sát đơn giản, không đòi hỏi kỹ thuật phức tạp; tuy nhiên, một nghiên cứu về những người cố gắng tự tử bằng cách treo cổ và sống cho thấy nhận thức này có thể không chính xác. Đây là một trong những phương pháp tự tử được sử dụng phổ biến nhất và có tỷ lệ tử vong cao.